# Acacia orites
Acacia orites är en ärtväxtart som beskrevs av Leslie Pedley. Acacia orites ingår i släktet akacior, och familjen ärtväxter. Inga underarter finns listade i Catalogue of Life.